# Saybolt Universal Second
Saybolt Universal Second, abgekürzt SUS, war eine von Mineralölunternehmen verwendete Maßeinheit für die kinematische Viskosität (Saybolt universal viscosity, SUV).
Gemessen wird die Zeit, die 60 cm³ Öl benötigen, um bei festgelegter und konstant gehaltener Temperatur eine kalibrierte Röhre zu durchfließen. Statt sie in Sekunden anzugeben, wird der Zahlenwert als SUS wiedergegeben.
Zur Messung der Viskosität wurde das Saybolt-Viskosimeter eingesetzt.